# Iris regis-uzziae
Iris regis-uzziae là một loài thực vật có hoa trong họ Diên vĩ. Loài này được Feinbrun miêu tả khoa học đầu tiên năm 1978.